# 高岡町飯田
高岡町飯田（たかおかちょういいだ）は、宮崎県宮崎市の地名。高岡地域自治区に属している。郵便番号は880-2224。区画整理実施地域（1丁目-4丁目）と、区画整理未実施地域（番地）に分かれる。

## 地理
宮崎市の中西部、旧高岡町の中部、大淀川左岸に位置する。旧高岡町の中心部である。高岡町内山（大淀川北地区）、高岡町五町（大淀川北地区）、高岡町高浜、高岡町花見と接する。他市町は国富町と接する。
2020年に区画整理が行われ、高岡町飯田および高岡町五町と高岡町内山の大淀川北地区のそれぞれ一部をもって飯田1丁目-4丁目が成立したが、郵便番号変更や住居表示は行われていない。

## 地名の由来
1600年に高岡郷が置かれる前、久津良名（くつらみょう）の一農村として、米の良くとれる所という意味で飯田の名で呼ばれたものといわれている。この地域は良田の広がる地域であり、久津良名としては重要な所であったと考えられていた。久津良とは、「崩れる」に由来し、天ヶ城南東の火山灰を多く含む斜面に由来する。

## 歴史
- 平成18年（2006年）1月1日 - 高岡町が宮崎市に編入。
- 令和2年（2020年）- 区画整理により飯田1丁目 - ４丁目が成立

## 世帯数と人口
2023年（令和5年）4月1日現在の世帯数と人口は以下の通りである。
| 町丁             | 世帯数  | 人口  |
| ---------------- | ------- | ----- |
| 高岡町飯田       | 219世帯 | 392人 |
| 高岡町飯田１丁目 | 91世帯  | 267人 |
| 高岡町飯田２丁目 | 137世帯 | 286人 |
| 高岡町飯田３丁目 | 330世帯 | 866人 |
| 高岡町飯田４丁目 | 121世帯 | 250人 |

## 小・中学校の学区
市立小・中学校に通う場合、学区は以下の通りとなる。旧浦之名小学校校区。
| 町名               | 小学校             | 中学校             |
| ------------------ | ------------------ | ------------------ |
| 高岡町飯田（全域） | 宮崎市立高岡小学校 | 宮崎市立高岡中学校 |

## 交通

### バス
宮交グループの運営するバスが営業している。

### 道路
- 国道10号
- 宮崎県道24号高鍋高岡線
- 宮崎県道28号日南高岡線
- 宮崎県道359号赤谷橋山線

## 施設
- 国土交通省宮崎河川国道事務所高岡出張所
- 高岡警察署